# Claude Lebois
 (août 2022).
- Si vous ne connaissez pas le sujet, laissez ce bandeau (vous pouvez alors contacter les auteurs).
- Si vous supprimez le contenu mis en cause (vous pouvez préalablement contacter les auteurs),

argumentez précisément cette suppression dans la page de discussion
(un manque de référence n'est pas un argument ; une recherche réelle de référence doit avoir été effectuée, être formellement documentée).
Claude Lebois (1845-1919), élève de l'école de Cluny puis professeur de sciences, est un pionnier de l'enseignement technique.
Il devint inspecteur général, après avoir été fondateur, directeur et organisateur d'écoles professionnelles, appelées « écoles pratiques », à l'époque de la deuxième révolution industrielle.
Il est l'auteur d'ouvrages scolaires, en particulier relatifs à l'électricité industrielle.
Son action s'est longtemps exercée dans le département de la Loire et ses alentours, puis a pris une dimension nationale.

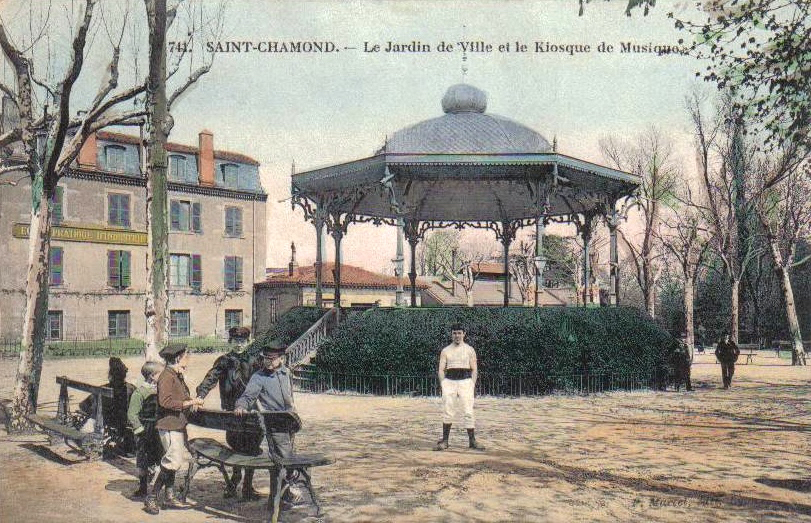
Saint-Chamond, école pratique, vers 1905.

## Biographie

### Origines
Claude Lebois est né le 6 décembre 1845 à Chissey-lès-Mâcon (Saône-et-Loire).

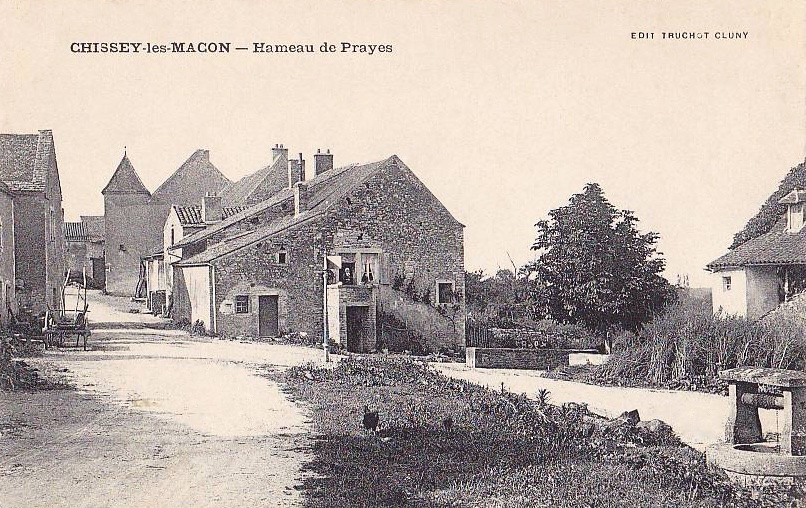
Chissey-lès-Mâcon, les Prayes.

Dans cette commune bourguignonne, sa famille habite le hameau de Prayes. En 1846, elle est composée de son père, François, meunier ; de sa mère Pierrette ; de sa sœur, Catherine (5 ans) et de son frère, Joseph (3 ans). Claude Lebois passe sa jeunesse à Chissey-lès-Mâcon, comme l'établissent les recensements jusqu'en 1861.
Il a probablement connu les instituteurs dont les noms apparaissent dans les recensements de cette petite localité : Pierre Charcosset (1851), André Després (1856), Claude Berthier (1861).
Sa scolarité secondaire n'est pas connue. Il est possible qu'il l'ait effectuée à Chalon-sur-Saône ou à Mâcon.

### Parcours

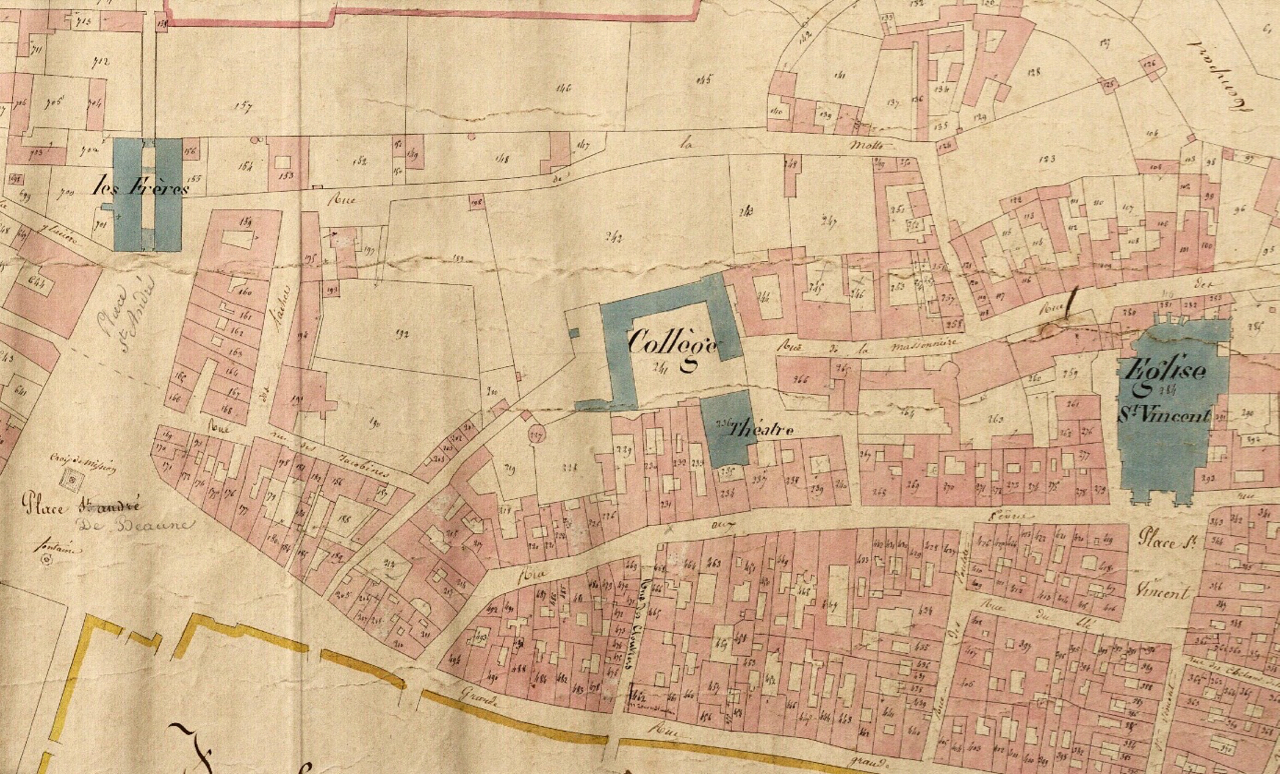
Chalon-sur-Saône, cadastre, 1829, collège.

En 1865, il est nommé maître élémentaire au collège de Chalon-sur-Saône. Le maître élémentaire enseignait dans les classes élémentaires des lycées et collèges aux élèves destinés à poursuivre leurs études, contrairement à ceux des écoles primaires, qui quittaient l'école à treize ans.
On trouve la trace du passage de Claude Lebois à Chalon-sur-Saône dans le recensement de 1866 qui le mentionne comme «maître d'études». Le principal du collège s'appelait Benoît Duparay. Le personnel enseignant comptait un professeur et cinq autres maîtres d'études.

#### Formation à l'école de Cluny

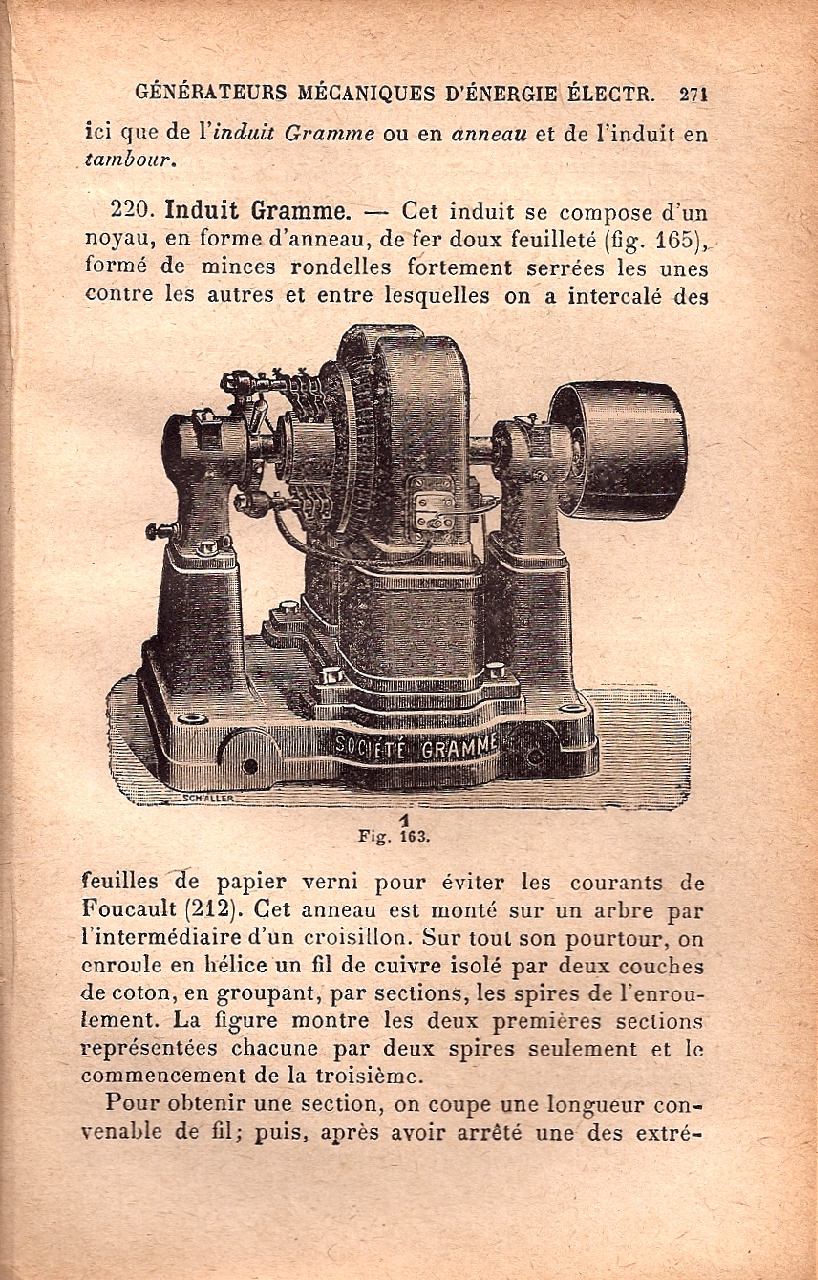
Claude Lebois, Cours d'électricité industrielle.

En 1866, à l'âge de 21 ans, Claude Lebois entre à l'École normale d'enseignement spécial de Cluny qui est une école technique nouvellement créée par le ministre Victor Duruy faisant suite à la loi du 21 juin 1865 organisant l'enseignement secondaire spécial.
Ce dernier se distingue de l'enseignement des «humanités» et se destine à ceux qui sont « pressés d'entrer dans la vie active ». Victor Duruy le définit de cette manière : « Cet enseignement particulier fut secondaire, parce qu'il s'élevait fort au-dessus des préoccupations de l'école primaire, et je l'appelai spécial, mot qu'on ne comprend plus aujourd'hui, bien que la circulaire d'exécution établisse nettement que, si l'enseignement classique est le même partout, l'enseignement spécial doit varier dans beaucoup de localités, selon le caractère de l'industrie dominante. C'est pour cela que les programmes furent très étendus, afin que chaque école pût y prendre ce qui convenait le mieux à ses besoins : par exemple, à Chartres, centre agricole, les applications de la chimie, de la physique et de la mécanique, utiles “au bon ménage des champs” ; à Saint-Étienne, l'exploitation des mines, la métallurgie et la teinturerie ; à Lyon, le travail de la soie et les opérations commerciales ».

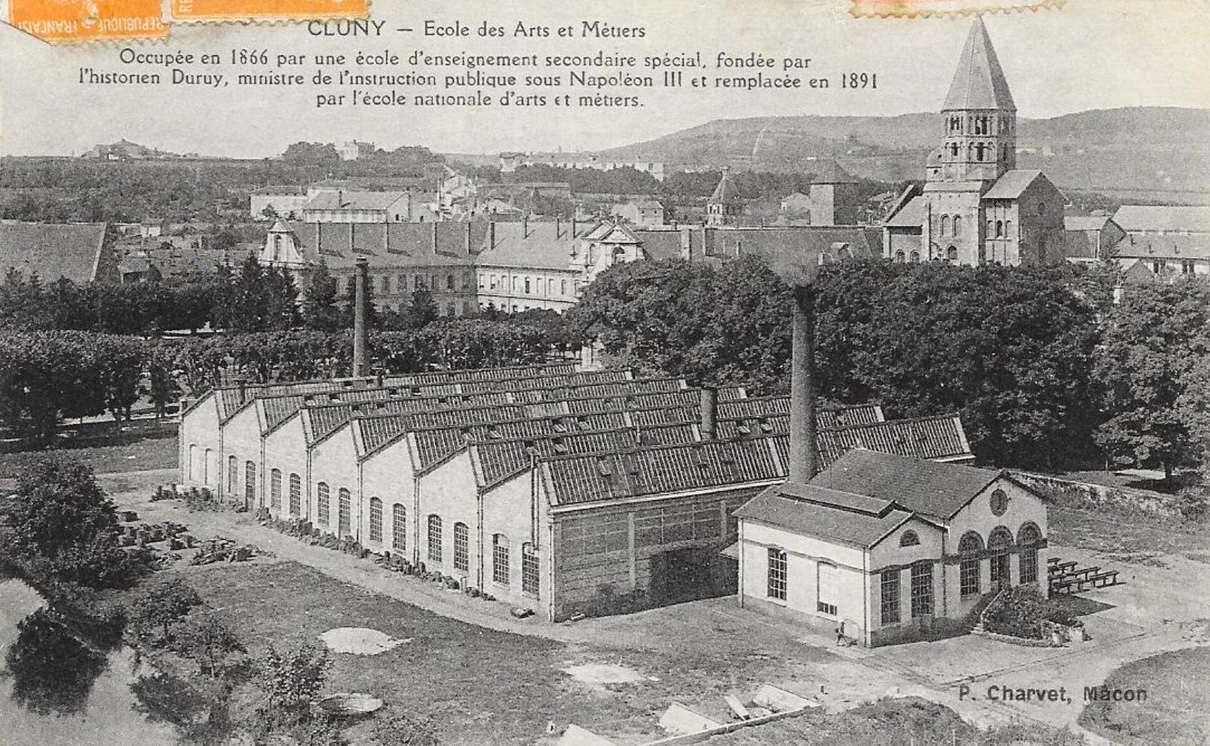
École d'enseignement spécial de Cluny.

- Les fonds manquant pour les créations qu'appelait ce nouvel enseignement, on ne put installer la première école à Paris mais seulement à Cluny, « petite ville morte de Bourgogne, à 23 km de Mâcon, loin de toute voie ferrée (...) mais on lui offrit là l'ancienne abbaye des bénédictins »[11]. La plupart des élèves devaient bénéficier d'une bourse leur permettant de séjourner à Cluny une fois leur recrutement assuré. Le ministre, Victor Duruy demanda aux préfets d'intéresser à son œuvre les conseils généraux pour que chaque département crée une ou deux bourses destinées à ces élèves[11].

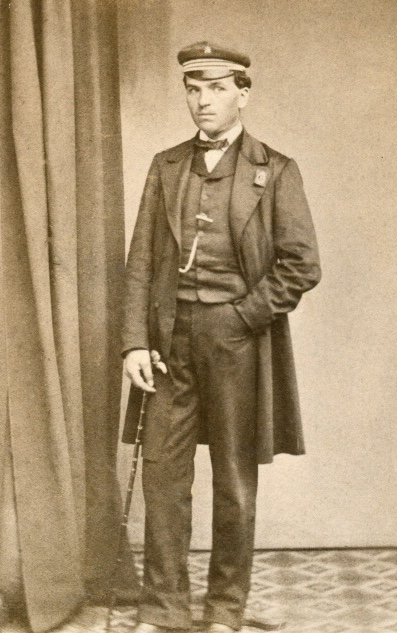
Claude Lebois à Cluny, 1866-1868.

À la fin de la première année de fonctionnement, Ferdinand Roux, directeur de l'École normale de Cluny, rend compte au ministre Victor Duruy des résultats obtenus par les élèves. Il fait référence à deux séries d'épreuves qui ont fourni un classement : celles de la rentrée et celles de fin d'année. Claude Lebois est d'abord modestement classé 70e sur 83, puis finalement 38e bien que pour des raisons de santé il n'a pu participer aux examens généraux.
- Pour la seconde année à Cluny, Claude Lebois obtient une bourse d'État « à pension entière »[15],[16], alors qu'en 1866 il n'apparaissait pas dans la liste des boursiers qu'ils soient départementaux ou d'État.

#### Professeur en écoles normales
À l'issue de sa formation, pourvu du « brevet de Cluny », Claude Lebois est nommé professeur de science à l’École normale de Montbrison de 1868 à 1875, où il profita des monts du Forez pour herboriser et découvrir quelques plantes rares, puis à celle de Grenoble de 1875 à 1879,,.
Entre ces deux affectations, il a fait campagne avec les Mobiles de Saône-et-Loire en 1870, lors de la guerre franco-prussienne. Il a participé à des opérations liées au siège de Paris, selon le Bulletin mensuel de l'Association amicale des anciens élèves de l'École normale spéciale rédigé, juste après les faits, en juillet 1871.

### Famille

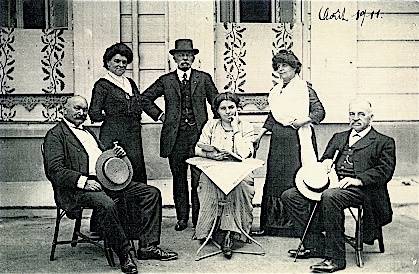
Claude Lebois et sa fille Lucie, août 1911.

Le 28 septembre 1871, à Brancion en Saône-et-Loire, Claude Lebois épouse Jeanne Boyaud (née le 4 juillet 1853, à Brancion),,.
Ils ont trois filles : Jeanne (8 ans en 1881 : née en 1873 ?), Claudine (née le 25 mars 1878 à Grenoble) et Lucie (née le 2 mai 1889 à Saint-Étienne).
- La famille a habité route d'Eybens à Grenoble (en 1878) ; à côté de l'école pratique d'industrie à Saint-Chamond (1879-1882) ; à l'école professionnelle, rue Fontainebleau[27], à Saint-Étienne dans les années 1880-1890.

## Une carrière dans l'enseignement technique
C'est quatorze ans après son entrée dans l'Instruction publique (1865), où il a exercé principalement comme professeur de science en école normale d'instituteurs, que commence la carrière de Claude Lebois dans l'enseignement technique.

### Saint-Chamond
En 1879, il répond à l'appel du maire de Saint-Chamond, Marius Chavanne, qui souhaite fonder une école professionnelle municipale destinée à former des ouvriers pour les usines de la vallée du Gier. L'école est créée avec trois professeurs. Claude Lebois la dirige pendant trois ans.
- « L'école ouvrait ses portes le 3 novembre 1879, sous le nom d'École professionnelle et avec un programme d'enseignement nettement pratique, bien qu'elle n'eût d'existence légale que dans le cadre des écoles primaires supérieures. Son but était ainsi défini ; préparer d'une part des candidats aux écoles d'Arts et métiers, à l'École centrale lyonnaise, et d'autre part des contremaîtres et des dessinateurs pour les différentes industries locales », explique un historique de l'école[28].

- « Cette école a débuté simplement, elle a ouvert ses portes modestement. Une affiche placée 5 ou 6 jours seulement avant le 3 novembre avisait la population de sa création et, au jour dit, 22 élèves se présentaient. Ils étaient reçus par le directeur entouré de 3 professeurs et de 4 contremaîtres », témoignait le doyen des Anciens élèves de l'école en 1929[28].

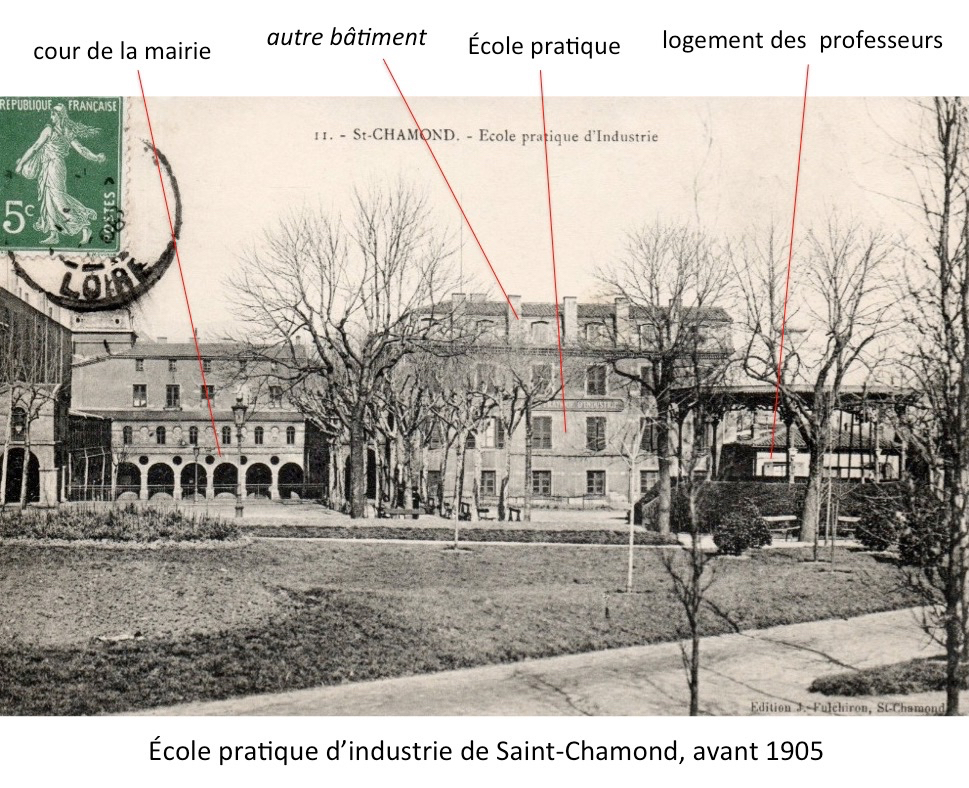
École pratique d'industrie, Saint-Chamond, avant 1905.

En 1950, l'instituteur Mathieu Fournier (1868-1963), qui a connu Claude Lebois avant même d'avoir été admis à l'école normale d'instituteurs de Montbrison en 1885, a laissé un témoignage de l'école naissante ainsi qu'un portrait de l'homme :
- « Comme elle était modeste et pauvre, à ses débuts, cette École professionnelle, dont nous admirons aujourd'hui les vastes bâtiments, le bel outillage et qui regorge d'élèves ! Oui, mais il y avait là MM. Lebois, Dailloux, Paccard, Garapon, qui logeaient alors dans de petites maisons situées dans le Jardin public, à la place des serres. Une école est avant tout une âme et ces maîtres brûlaient alors du désir de répandre la science qu'ils détenaient. J'ai connu, à ses débuts, M. Lebois. Tête pesante, penchée, des yeux d'un beau noir, une chevelure ample qui lui tombait presque sur les épaules, toujours en redingote et gibus, il avait l'allure lente du penseur, mais un air de modestie, un sourire parfois, faisaient oublier sa gravité. Homme de grande classe, ferme et tenace dans ses volontés, bravant la décision d'un ministre, s'il le fallait, il avait des dons incomparables d'organisateur. Il ne resta que trois ans à Saint-Chamond, mais il y avait laissé des traces de sa valeur. Sa gloire est d'avoir été, dans le domaine de l'électricité, ce que fut Paul Bert, dans celui des sciences naturelles : un vulgarisateur de génie »[29].

### Saint-Étienne
Nommé ensuite, en 1882, directeur, de l'École primaire supérieure professionnelle de Saint-Étienne qui devient l'École Pratique d'Industrie, en 1892, Claude Lebois reste à ce poste jusqu’en 1897,.
Cette école avait ouvert ses portes le 10 septembre 1882 dans un site temporaire, comme le raconte l'instituteur Mathieu Fournier :
- « La destinée voulut, qu'en 1884, je revisse M. Lebois, à Saint-Étienne, dans l'école provisoire fondée par lui, rue Michelet[30], dans un immeuble bourgeois, aujourd'hui disparu. L'atelier, qui comprenait un tour, une perceuse, une raboteuse, mus par un moteur à huile lourde, et quelques étaux, était installé dans un ancien salon orné de belles glaces scellées dans le mur, qui nous renvoyaient nos images et celle du contremaître, M. César, beau comme un dieu, dans sa barbe d'or ! C'était un ancien mécanicien de la marine qui avait conservé la démarche propre aux matelots »[29].

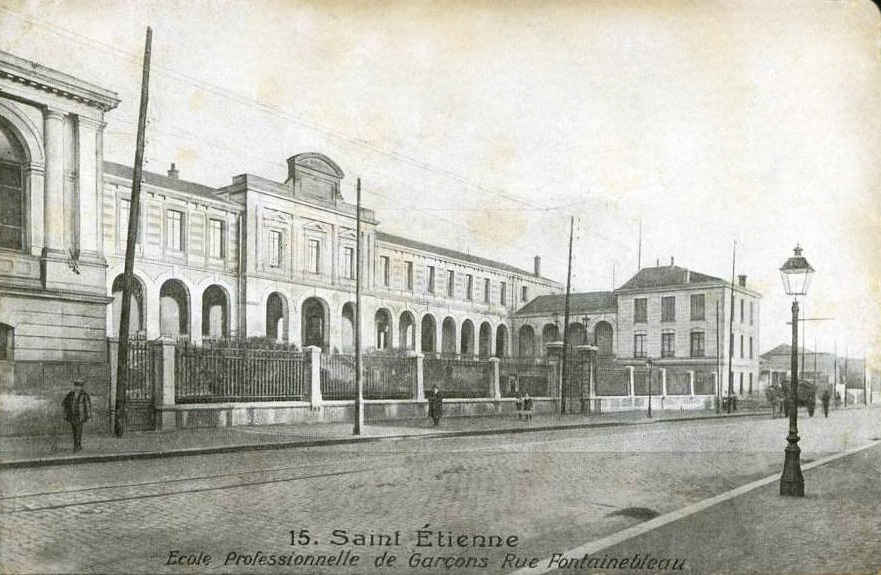
Saint-Étienne, école pratique.

Un nouvel établissement fut construit en 1885, au Chantegrillet, rue Fontainebleau [actuelle rue Étienne-Mimard], pouvant accueillir trois cents élèves qui étudiaient le forgeage, l'ajustage, le tournage des métaux, l'armurerie, l'électricité industrielle, le modelage, la sculpture.
En août 1888, le conseil général de la Loire dresse un tableau de l'école professionnelle de garçons de la rue Fontainebleau :
- « Cette école a pleinement réussi. À son ouverture, le 17 novembre 1882, elle comptait 54 élèves ; un an après, elle en avait 107 ; au 1er janvier dernier, le nombre des élèves était de 282, dont 8 boursiers. En principe, l'école ne prépare des candidats à aucun examen ; elle a pour but de donner aux jeunes gens les connaissances théoriques et pratiques nécessaires pour entrer soit dans l'industrie, soit dans le commerce. Exceptionnellement, elle présente quelques candidats aux Écoles d'arts et métiers »[33].

Le fonctionnement et le contenu des études sont décrits avec précision :
- « Le personnel se compose d'un directeur et de 10 maîtres, dont 6 s'occupent plus spécialement de l'enseignement et 4 de la surveillance. Pour l'enseignement des travaux manuels, il y a un chef d'ateliers, 5 contre-maîtres complètement attachés à l'école et 2 contre-maîtres ne donnant que quelques heures de leçons par semaine. Le dessin artistique est confié à un professeur spécial. Tout ce personnel est capable et en général très dévoué à la prospérité de l'établissement. Les élèves de l'école sont tous externes et se répartissent en quatre années d'études. Ils se montrent en général dociles, soumis et studieux. La discipline est solidement établie ; les punitions sont rares et peu importantes. L'assiduité est très satisfaisante ; les absences sont de 3 à 5%. Les absences non justifiées n'atteignent pas 1%. Installée dans un local vaste et parfaitement aménagé, l'école possède tout ce qui lui est nécessaire au point de vue matériel. Les collections scientifiques et l'outillage sont aussi complets qu'on puisse le désirer. En résumé, la situation est très satisfaisante sous tous les rapports »[33].

### Autres écoles
Claude Lebois est également le fondateur des écoles professionnelles de Firminy, Rive-de-Gier, Le Puy, Thiers, Roanne, Clermont et Vienne. Il n'y a pas enseigné mais en a été l'organisateur.

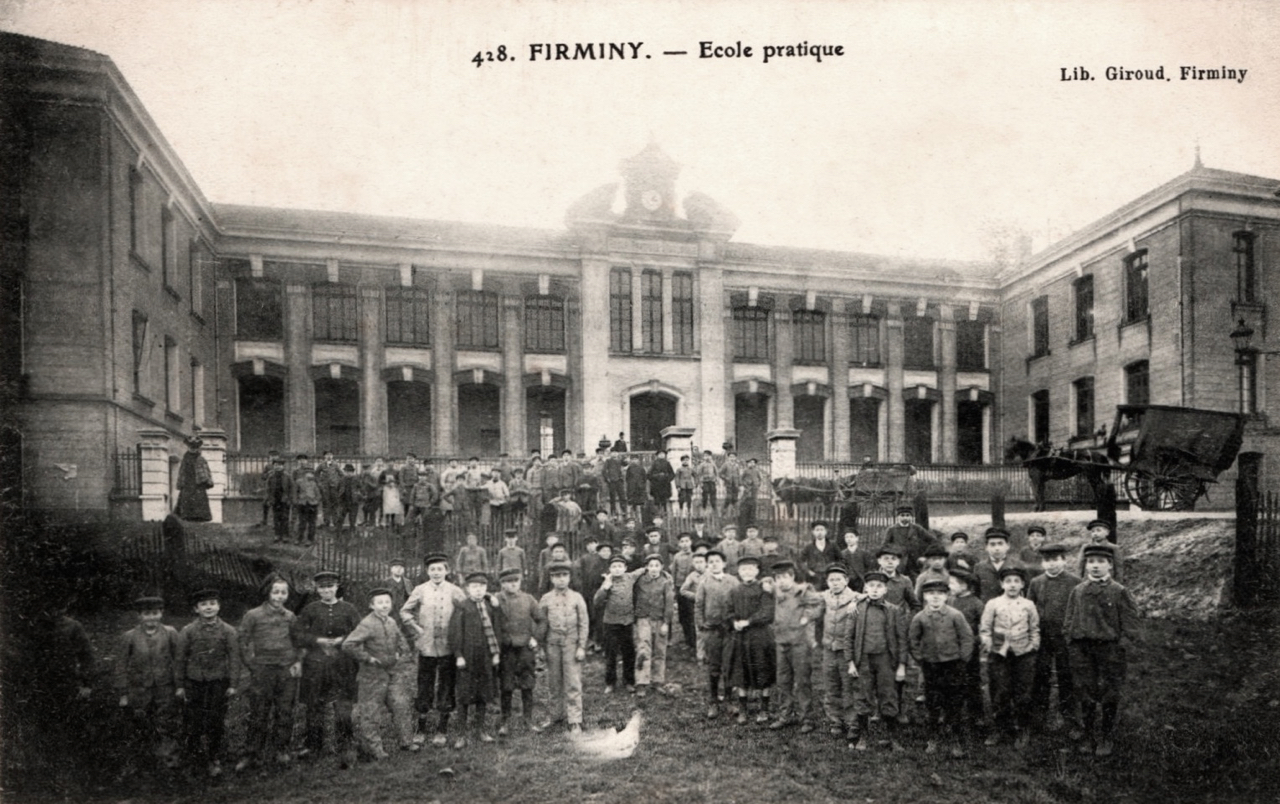
Firminy, école pratique.
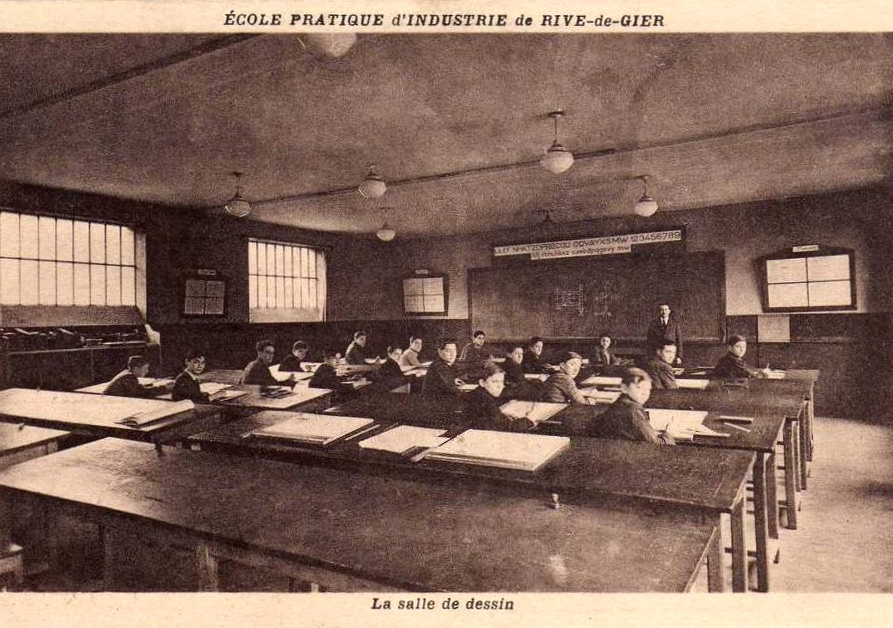
Rive-de-Gier, école pratique.
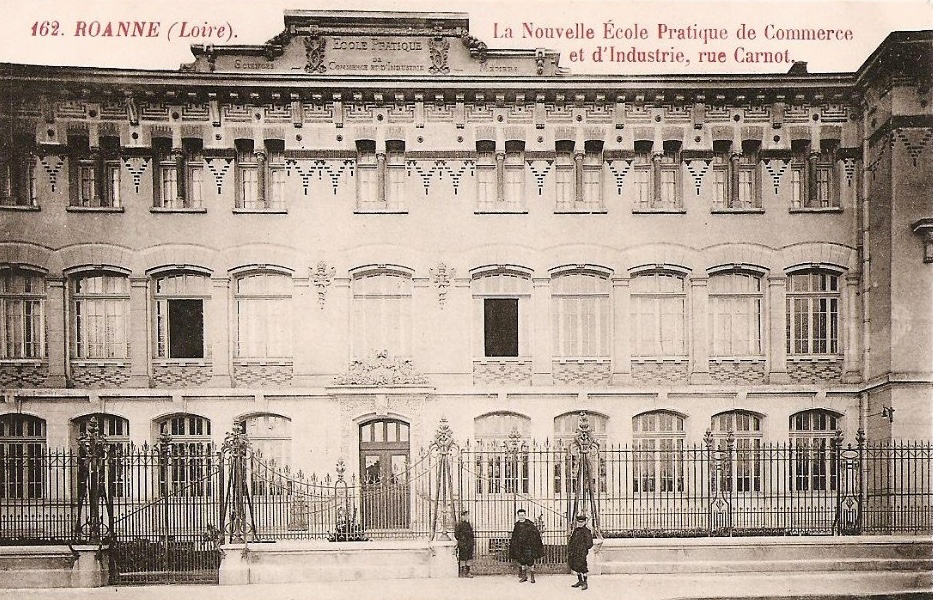
Roanne, école pratique, 1902.
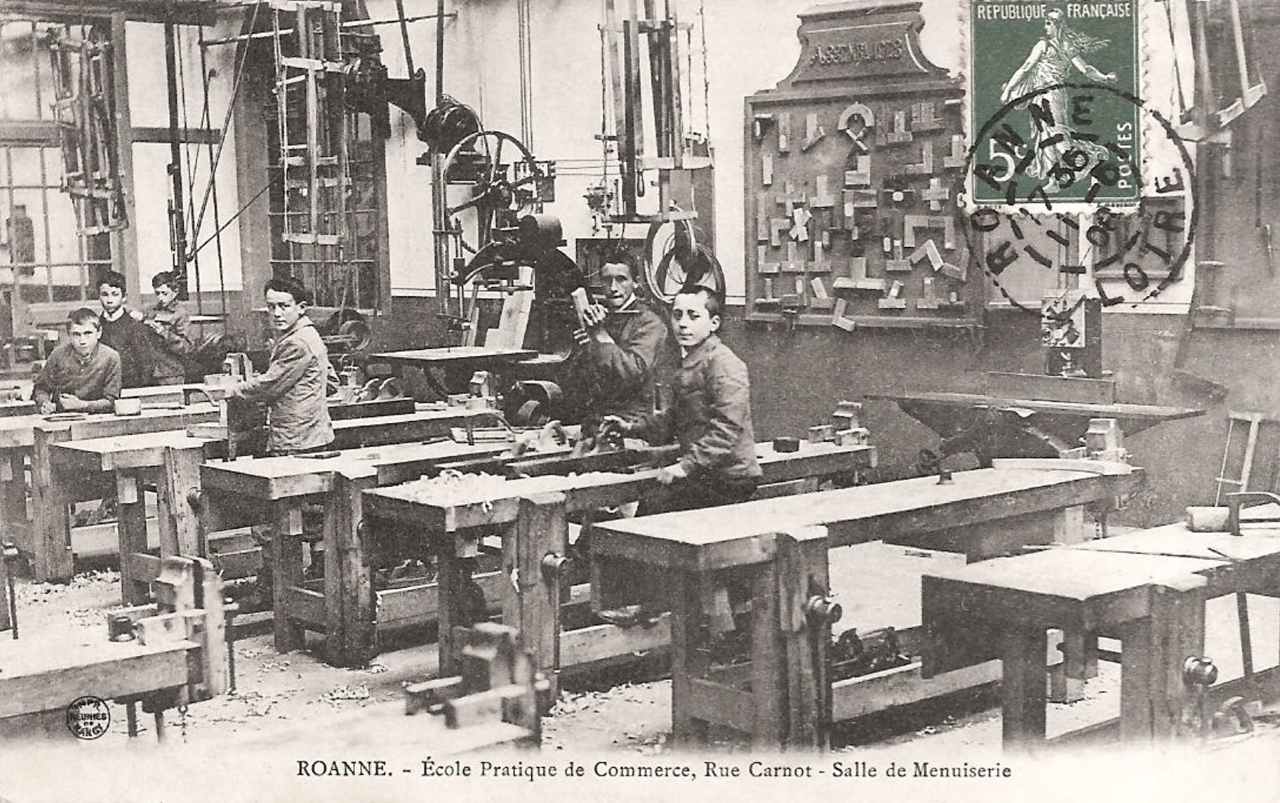
Roanne, école pratique.
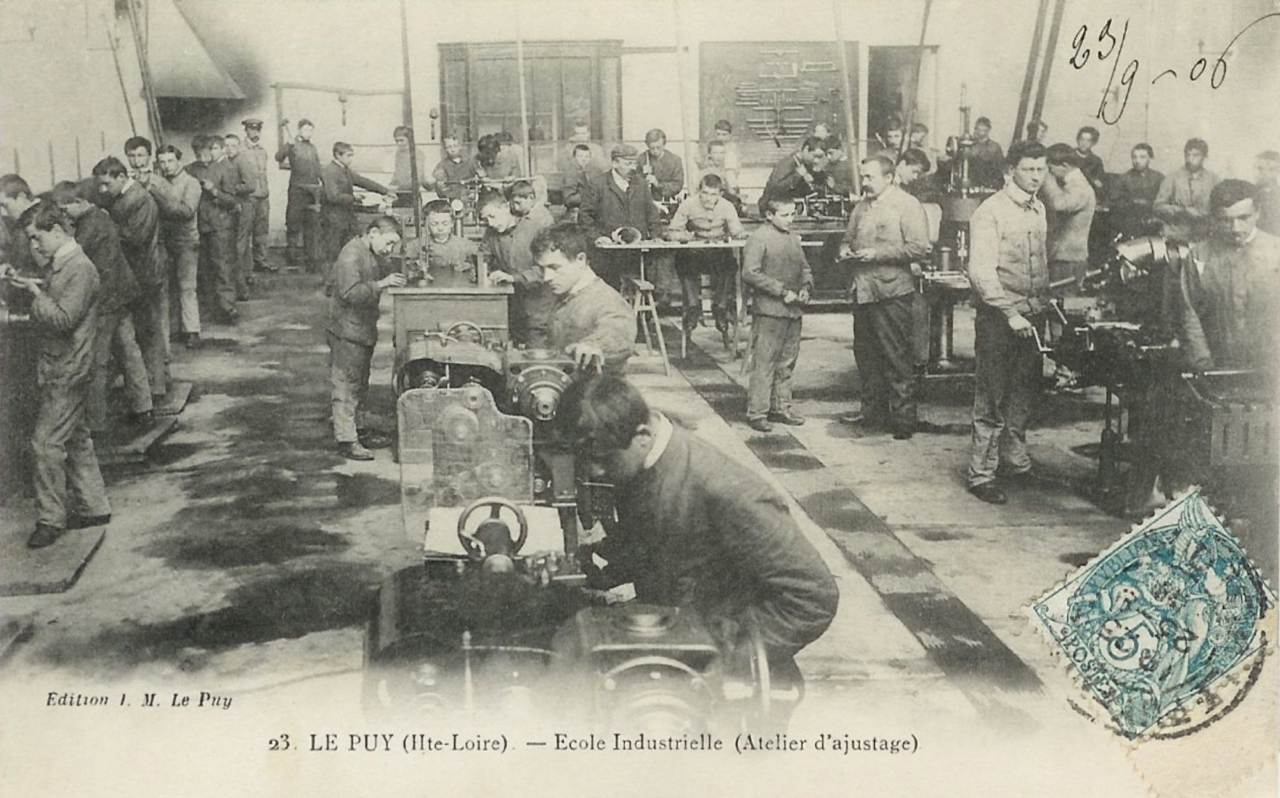
Le Puy, école d'industrie.
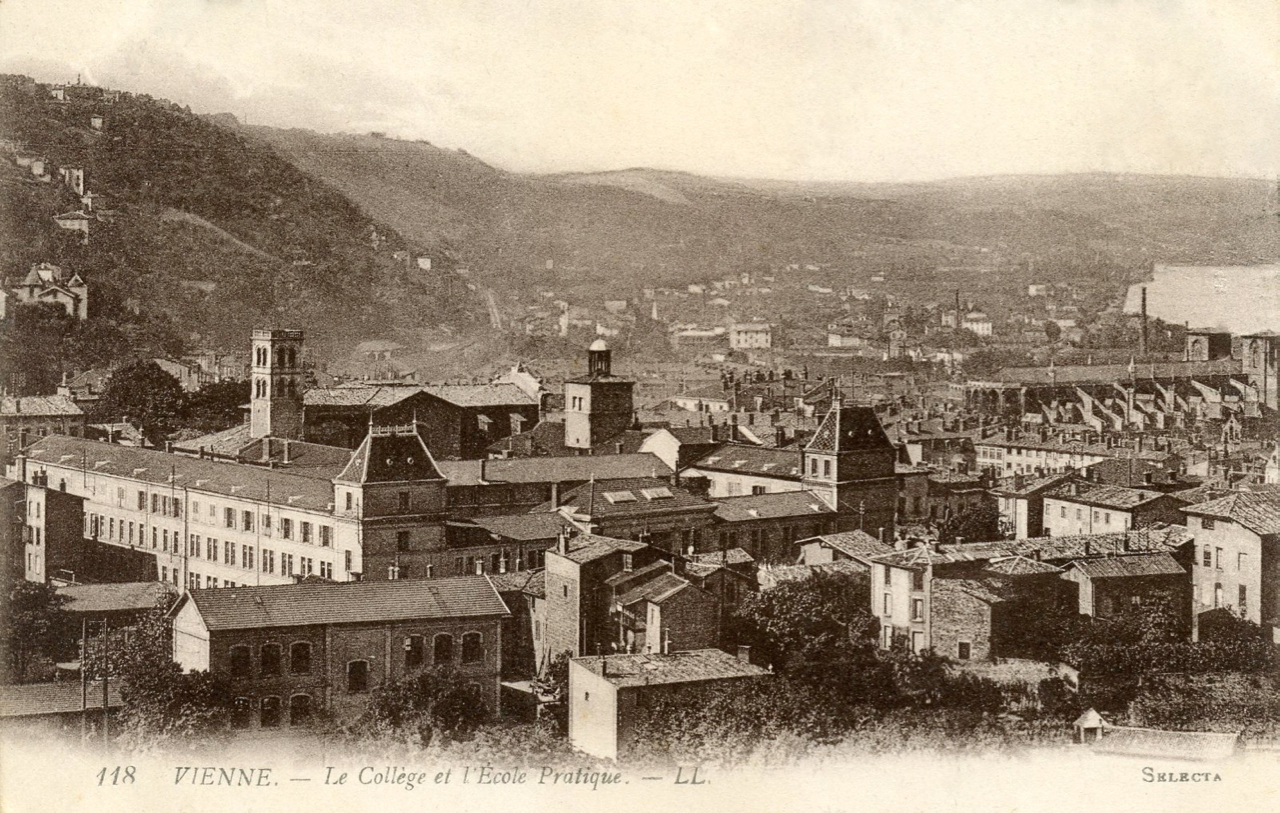
Vienne, école pratique.

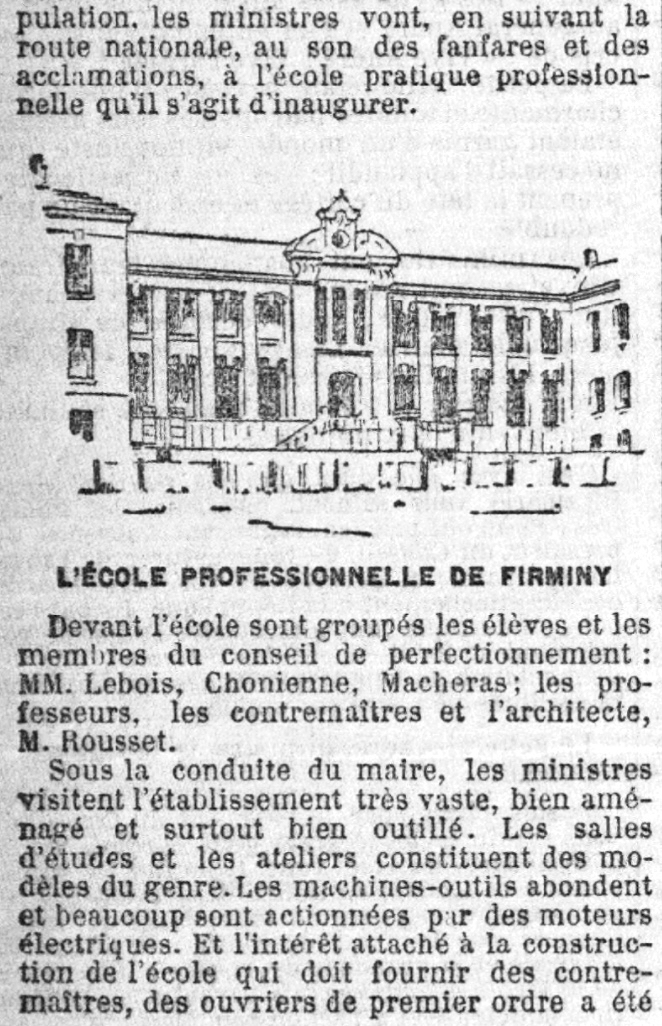
Le Petit Parisien, 14 janvier 1902.

L'inauguration de l'école pratique de Firminy a vu la présence de trois ministres, le 13 janvier 1902 : Millerand (Commerce), de Lanessan (Marine), général André (Guerre),. La présence de Claude Lebois est notée par certains journaux.
Ainsi, le quotidien du soir Le Petit Parisien écrit : « Devant l'école sont groupés les élèves et les membres du conseil de perfectionnement : MM. Lebois, Chomienne, Marcheras ; les professeurs, les contremaîtres et l'architecte, M. Rousset». Le journal Le Stéphanois rapporte qu'en réponse au maire, Marcellin Souhet, Millerand évoque «une inauguration d'école professionnelle, écoles encore nouvelles en France, mais dont on fait le plus vif éloge ».
Claude Lebois a préparé ces créations par des visites «aux écoles professionnelles françaises les plus importantes et même quelques écoles allemandes. Un peu plus tard, il va à Crefeld», selon Edmond Labbé (1868-1944), directeur général de l'enseignement technique dans les années 1920 et 1930.
La précocité de son action (Saint-Chamond, 1879), sa réussite à Saint-Étienne (1882-1897) et son rayonnement dans la région sont reconnus et valent à Claude Lebois une promotion à l'échelon national.

### Paris
En 1898, il est nommé au poste d’inspecteur des écoles pratiques de la ville de Paris. En 1904, il est promu inspecteur général des écoles pratiques de commerce et d'industrie, et, en 1908, inspecteur général de l'enseignement technique, « chargé de la direction des sections normales de l'enseignement technique ». Il faut noter qu'à cette époque, et jusqu'en 1920, cette inspection ne dépend pas du ministère de l'Instruction publique mais du ministère du Commerce et de l'Industrie.
Malgré ses responsabilités nationales, Claude Lebois a été autorisé à résider à Saint-Étienne. Il prend sa retraite en 1911,.

## La guerre et la rééducation des blessé, la mort
Pendant la guerre, il est chargé de mission dans le département de la Loire et départements limitrophes par le ministère du Commerce et de l'Industrie. Le 9 mars 1915, ce dernier a publié une circulaire sur le droit à la rééducation pour les blessés militaires : « Il s'agit là d'une œuvre de justice sociale destinée à fournir aux invalides de la guerre les moyens de recouvrer leur indépendance par le travail ».
À ce titre Claude Lebois fonde, à Saint-Étienne, une école de rééducation des mutilés,.
Il meurt le 28 mars 1919, à Saint-Étienne.

## Le manuel d'électricité industrielle (1902)
En 1902, Claude Lebois fait paraître son Cours élémentaire d'électricité industrielle. Dans la préface, il évoque cette science nouvelle, l'électrotechnique, dans le contexte de la deuxième révolution industrielle, et la nécessité de son apprentissage scolaire.

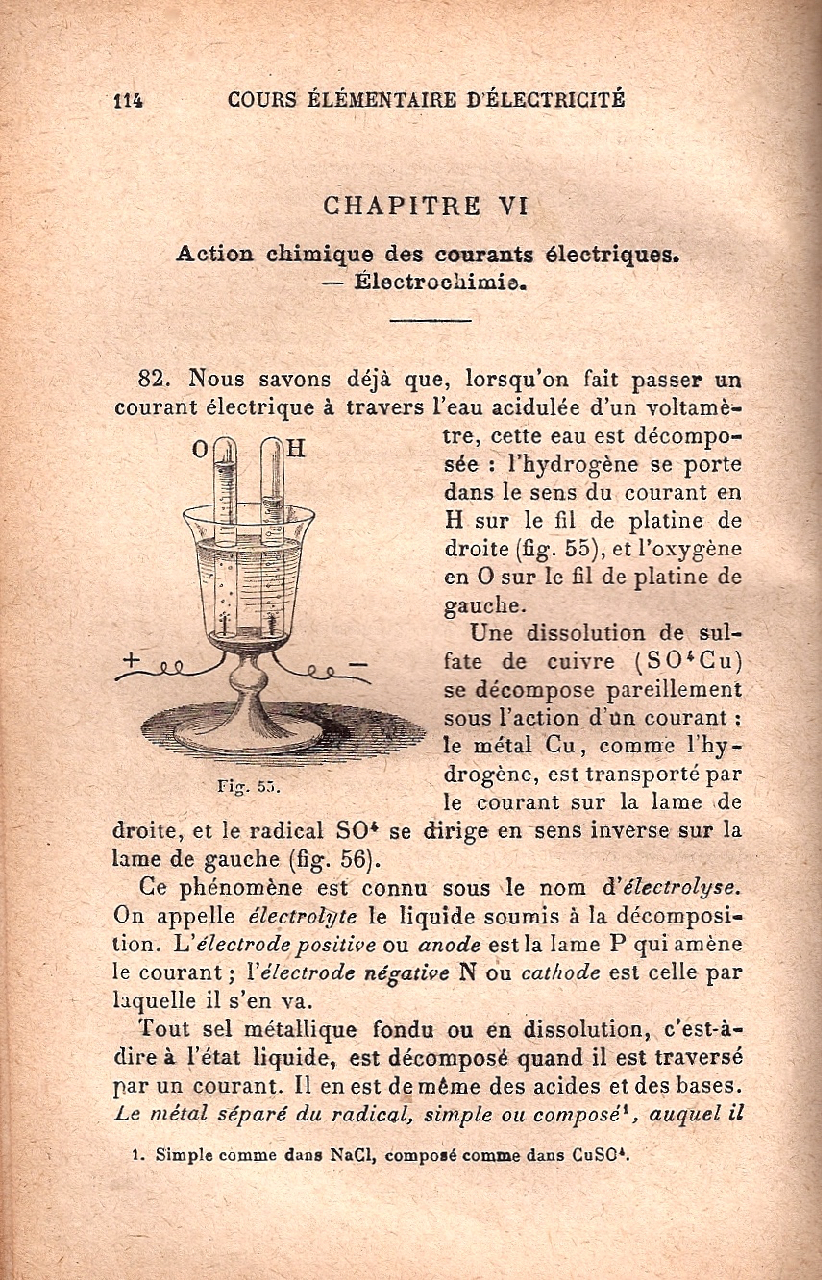
Claude Lebois, Cours d'électricité, chap VI.

- « Depuis une trentaine d’années, les applications de l’électricité industrielle ont pris un développement si considérable qu’on peut dire que dans presque toutes les usines, fabriques ou ateliers, on utilise maintenant l’électricité. L’étude élémentaire de ce merveilleux agent, qui se prête avec tant de commodité à tous les besoins, s’est donc imposée dans nos écoles, car si dans les machines à eau et à vapeur, l’ouvrier intelligent voit et peut comprendre, tout reste mystérieux pour lui dans une machine électrique, s’il se borne à en examiner les organes. Sans connaissances spéciales, on peut copier une machine à vapeur, mais non une dynamo. Mais l’étude de l’électricité est difficile pour des jeunes gens peu habitués aux choses abstraites. Contrairement à ce qu’on croit souvent, on ne peut l’apprendre par la pratique seule. On n’en découvre pas les lois en démontant et en remontant une machine ou un appareil électrique ; il faut les étudier sur des livres ou avec un professeur »[46].

Son manuel, basé sur une longue expérience de formation à l'École pratique de Saint-Étienne, a connu un large succès avec au moins quatorze éditions jusqu'en 1919.
- « Le modeste ouvrage que nous présentons aujourd’hui au public et aux professeurs des écoles pratiques et professionnelles est la reproduction, avec quelques modifications, du cours des dernières années, que j’ai fait depuis 1887 jusqu’en 1902 aux élèves de 3e et 4e années de l’École pratique d’industrie de Saint-Étienne et du cours public professé le soir à des ouvriers ou monteurs électriciens. Cette expérience déjà longue m’a montré ce qu’on pouvait enseigner en un an ou deux, et comment on devait présenter ces notions à des jeunes gens qui ne possèdent que des connaissances très élémentaires en mathématiques. À défaut d’autre mérite, on accordera du moins à ce cours celui d’avoir été pratiqué pendant l’intéressante période du développement de la science électrotechnique »[46].

## La pédagogie de l'enseignement technique

### Un enseignementspécial
Dans le dernier quart du XIXe siècle et jusqu'en 1914, l'essor de l'enseignement technique s'est manifesté par les demandes croissantes de création d'écoles pratiques ou professionnelles faites par les municipalités. Souvent associés, au départ, à des écoles primaires supérieures mais s'en distinguant par le contenu des études, ces établissements délivrent un enseignement spécial :

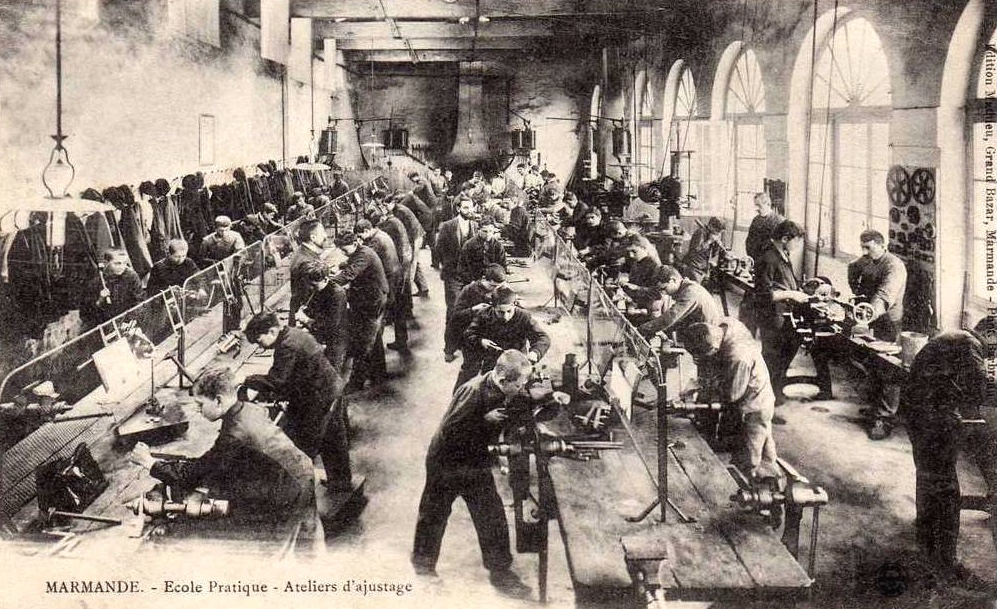
École pratique de Marmande, atelier d'ajustage.

- Leurs maîtres proviennent d'origine très diverses : sections normales, enseignement primaire, secondaire ou supérieur. Ils ont dû s'adapter à un enseignement inédit et appliquer dans leurs leçons des méthodes nouvelles[47].
- Leurs élèves «sont souvent moins privilégiés que leurs camarades des écoles primaires supérieures, des lycées ou des collèges»[47].

Selon Claude Lebois, les élèves : « doivent, en trois ou quatre années, acquérir tous les éléments nécessaires à leur instruction générale et à leur éducation professionnelle. Le nombre des heures d'études est très réduit. Après avoir passé la majeure partie de sa journée à l'atelier, l'enfant est peu disposé à travailler encore chez lui, où parfois il ne trouve d'ailleurs pas le calme et le confort indispensables à tout effort de l'esprit. Les leçons d'enseignement général doivent donc être réduites à leur strict minimum. Nous sommes cependant loin de penser que l'instruction générale doive être négligée ; mais, dans nos écoles, cette instruction n'apparaît pas comme une fin : elle est subordonnée au but même de notre enseignement et doit tendre uniquement à faciliter, en l'éclairant, l'apprentissage de la profession ».

### Des méthodes nouvelles
Claude Lebois évoque le cas de l'enseignement de la mécanique qui : « offre de sérieuses difficultés dans nos écoles» (...) «il est à craindre que nos élèves, attirés d'abord par cet enseignement, qui paraît devoir leur donner l'explication de tout ce qui se passe sous leurs yeux à l'atelier, ne soient rebutés, dès les premières leçons, par des raisonnements théoriques qu'ils ne peuvent généralement pas s'assimiler ».

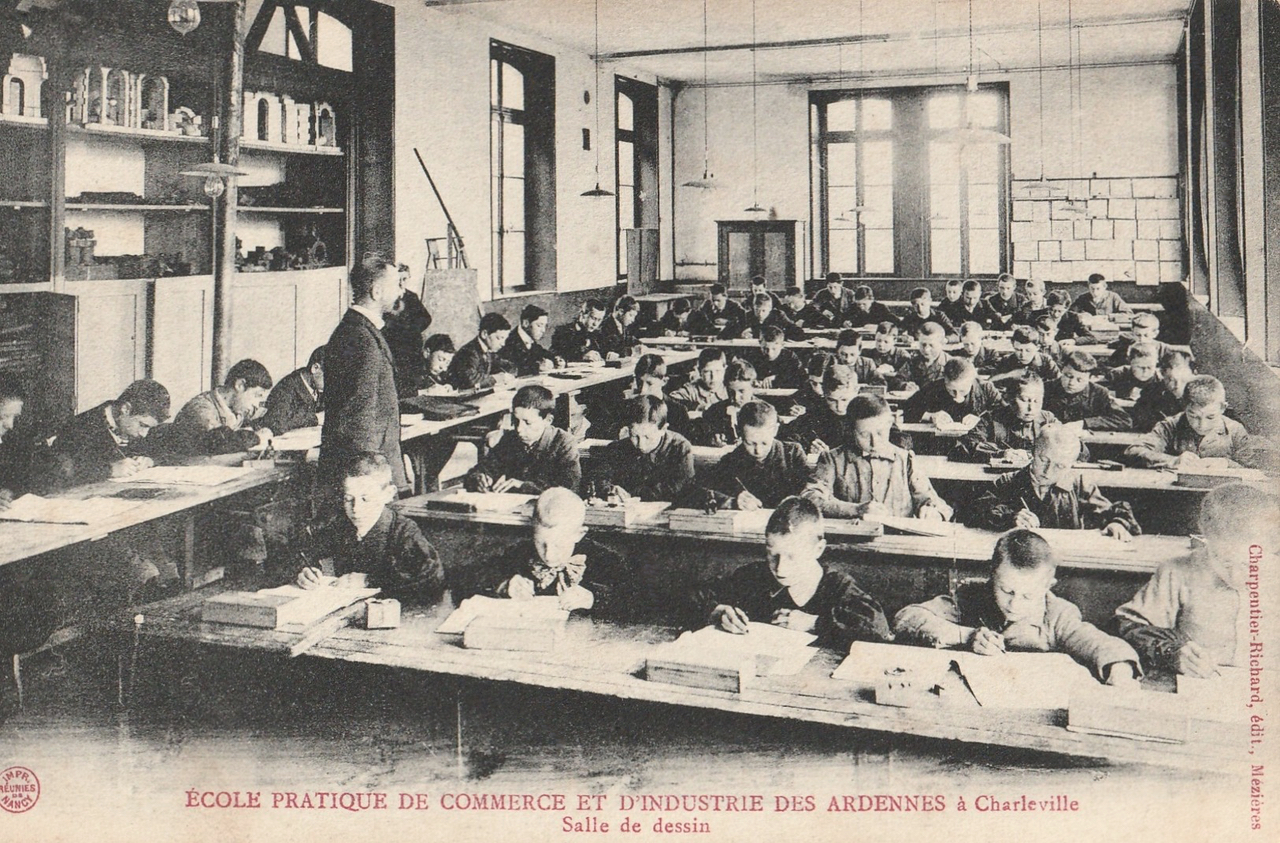
École pratique de Charleville, salle de dessin.

- « Il est donc nécessaire de supprimer les démonstrations qui pourraient offrir quelque difficulté. Une vérification expérimentale, faite sous les yeux de l'élève, frappe, d'ailleurs, davantage son imagination et grave plus profondément dans son esprit les principes qu'il doit connaître. Les démonstrations, jugées indispensables par le professeur, doivent être faites sur des exemples numériques simples, avant d'être généralisées par l'emploi des notations algébriques. De nombreuses applications, portant sur les machines de l'atelier ou sur des faits que les élèves ont pu observer, préciseront les formules trouvées et leur feront comprendre, mieux que toute explication, si claire qu'elle soit, l'importance relative des diverses grandeurs figurant dans ces formules qui sont l'expression des lois de la mécanique »[47].

Le recours au dessin est considéré comme un opérateur pédagogique par Claude Lebois :
- « De plus, l'emploi des méthodes graphiques facilitera beaucoup la tâche du professeur. Ces méthodes lui permettront, en effet, de traiter un certain nombre de questions dont la solution mathématique est au-dessus du niveau de nos élèves ; elles obligeront aussi ces derniers à dessiner exactement, à raisonner le dessin qu'ils ont à faire et à mieux se rendre compte des rapports qui existent entre les données et les résultats »[47].

## Bilan de son œuvre
Lors de la session de 1914 du conseil supérieur de l'enseignement technique, Henri Gabelle, directeur au ministère du commerce, de l'industrie fait le constat suivant témoignant du rôle éminent de Claude Lebois :
- « (On) a fait remarquer que, pendant un an, les écoles nationales d'arts et métiers n'ont pas été inspectées par un inspecteur permanent. C'est qu'en effet, depuis le départ de M. Lebois, nous n'avions plus dans les cadres de l'inspection permanente un homme qualifié pour faire l'inspection générale des écoles nationales d'arts et métiers »[49].

À la mort de Claude Lebois, en 1919, la Revue générale d'électricité écrit : « Avec lui disparaît un des premiers et des plus éminents organisateurs de l'enseignement industriel en France. De bonne heure, il avait pressenti l'importance future des écoles d'apprentissage. Successivement, il fut appelé à créer ou à organiser l'enseignement technique à Saint-Chamond, à Saint-Étienne ; puis il fut appelé, comme inspecteur des écoles pratiques en France, à créer des écoles similaires dans les régions industrielles. En 1910, le ministère du Commerce lui confiait la mission délicate d'organiser à Paris l'École normale supérieure d'enseignement technique qui devait préparer des professeurs orientés plus directement vers un programme approprié aux besoins immédiats de l'industrie et du commerce ».
En octobre 1929, lors de l'hommage rendu à Claude Lebois à Saint-Chamond, le maire Antoine Pinay déclare :« Le nom de  M. Lebois est désormais lié à l'histoire de l'enseignement technique». Le récent congrès de la Fédération nationale, tenu en août dernier à Saint-Étienne, rendit hommage à plusieurs reprises à ce précurseur d'un enseignement qui contribua pour une large part à la réputation de l'industrie saint-chamonaise. Car j'estime, messieurs, que ce n'est diminuer ni le mérite, ni le rôle des cadres supérieurs, que d'associer et d'envelopper, dans le même sentiment de gratitude, l'effort intellectuel qui conçoit, avec celui qui interprète, et l'effort manuel qui exécute ».

## Distinctions et hommages

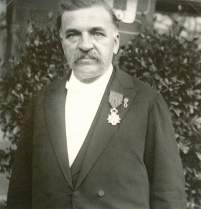
Claude Lebois, 1898.

Claude Lebois a été fait officier de l'Instruction publique le 30 décembre 1888 et chevalier de la Légion d'honneur le 30 mai 1898. En 1911, il reçoit la rosette d'officier de la Légion d'Honneur.
En 1925, le congrès des œuvres post-scolaires organise un hommage devant le monument de Claude Lebois à Saint-Étienne. Ce monument - un buste - avait été installé en 1922 dans la cour d'honneur de l'école pratique ; il est aujourd'hui conservé et exposé au lycée Claude-Lebois à Saint-Chamond.
Le 27 octobre 1929, une cérémonie rend honneur à Claude Lebois à l'occasion du cinquantenaire de la fondation de l'école pratique d'industrie de Saint-Chamond. Et en 1943, l'école prend le nom de «collège Claude Lebois».
Une rue porte son nom à Saint-Étienne. Le lycée public de Saint-Chamond a conservé le nom de Claude Lebois attribué au collège en 1943.

## Anecdote
Claude Lebois était membre d'honneur du groupe espérantiste de Saint-Étienne, depuis sa fondation.

## Publications

### Ouvrages

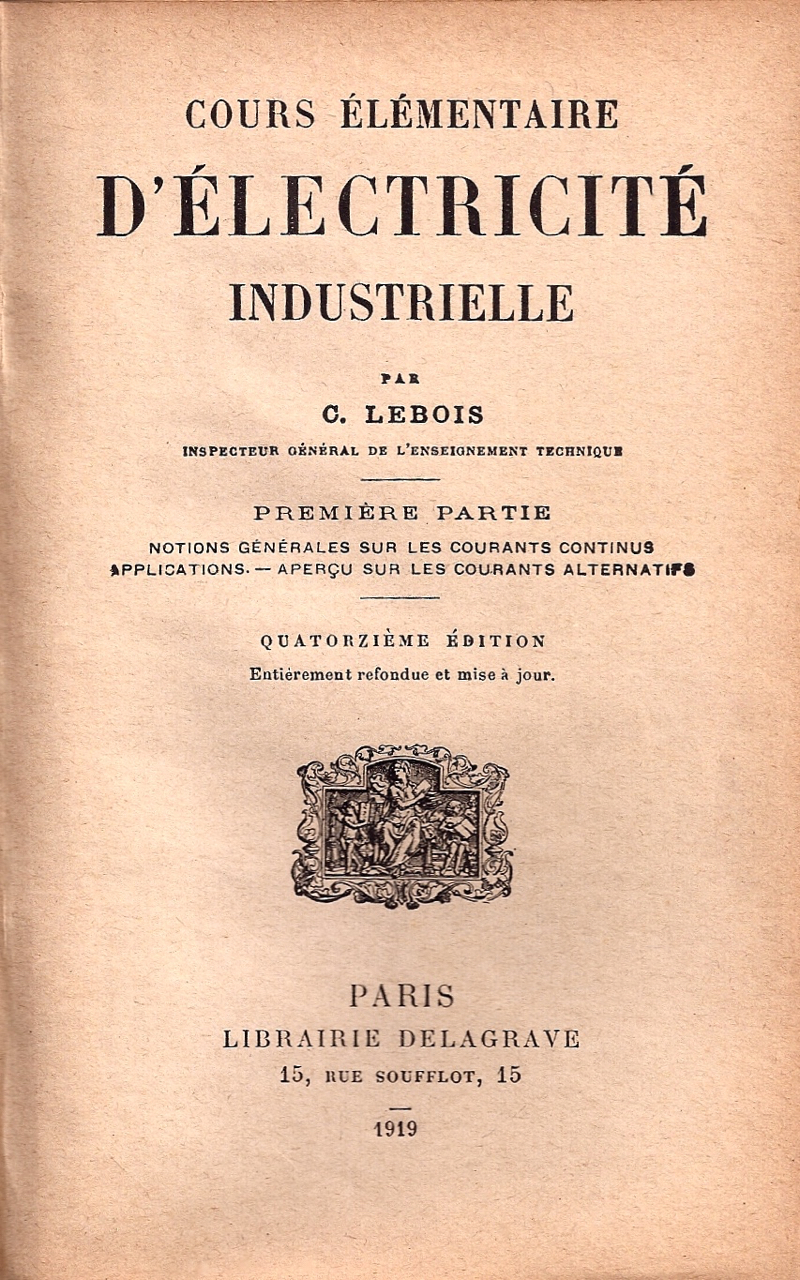
Claude Lebois, Cours d'électricité industrielle.

- Cours de mathématiques théorique et pratique, à l'usage des élèves des écoles normales primaires et des écoles primaires supérieures, 2e partie. Notions d'algèbre, Saint-Étienne, impr. de Montagny, 1874.
- Étude mécanique de la platine de fusil, Saint-Étienne, impr. de Théolier, 1896 ; extrait des Annales de la Société d'agriculture, industrie, sciences, arts et belles-lettres du département de la Loire.
- Les Métiers à tisser le ruban : description, étude des mouvements, réglage, Saint-Étienne, impr. A. Waton, 1899.
- Rapport sur les moyens de retenir les élèves dans les écoles pratiques d'industrie, Congrès international de l'enseignement technique (Paris, 6 août 1900), 1900.
- Cours élémentaire d'électricité industrielle, (deux volumes), Paris, C. Delagrave, 1902 et 1908. Quatorzième édition en 1919.
- L'A.B.C. de l'électricité industrielle, éd. Librairie Delagrave, 1916[55],[56].

### Préfaces
- Notions élémentaires sur la métallurgie et le travail des métaux ferreux, E. Marcon, Paris, C. Delagrave, 1909.
- Technologie électrique, Le Souhaitier, Paris, C. Delagrave, 1911.
- Mécanique, J. Roumajon, Paris, C. Delagrave, collection : Bibliothèque des écoles pratiques de commerce et d'industrie, 1911.
- L'Usine, J.-B. Maniguet, éd. Librairie Loubat & Cie, Paris, 1912[57].
- Constructions métalliques. Résistance des matériaux, matériaux, assemblages, poutres, colonnes, planchers, escaliers, combles, ponts, par J. Bonhomme, E. Silvestre, Paris, H. Dunod et E. Pinat, 1913.